# 甘南镇
甘南镇，是中华人民共和国黑龙江省齐齐哈尔市甘南县下辖的一个乡镇级行政单位。

## 行政区划
甘南镇下辖以下地区：
红旗社区、繁荣社区、东风社区、幸福社区、立新社区、建设社区、东方红社区、光明社区、东郊村、西郊村、富强村、长胜村、晓光村、水丰村、富胜村、欢喜村、光辉村、付余村、边疆村和美满村。